# العلوم العصبية والتوجه الجنسي
التوجه الجنسي هو نمط دائم من الانجذاب الرومانسي أو الجنسي (أو كليهما) لأشخاص من الجنس الآخر أو لأشخاص من نفس الجنس أو لكلا الجنسين. لا تزال أسباب وآليات تطور التوجه الجنسي عند البشر غير واضحة مع وجود العديد من النظريات التخمينية والمثيرة للجدل. بيد أن التطورات في العلوم العصبية تعمل على شرح وتوضيح الخصائص المرتبطة بالتوجه الجنسي البشري. أوضحت الأبحاث وجود ترابطات عصبية بنيوية وعلاقات وظيفية ومعرفية ونظريات إنمائية تتعلق بالميول الجنسي عند البشر.

## علم الأعصاب التنموي
العديد من النظريات المتعلقة بتطور الميول الجنسي تشمل على النمو العصبي للجنين مع نماذج مقترحة توضح التعرض للهرمونات في مرحلة ما قبل الولادة والمناعة عند الأم وعدم الاستقرار الإنمائي. تشمل العوامل الأخرى المقترحة التحكم الجيني بالتوجه الجنسي. ليس هناك أي دليل قاطع على أن الآثار البيئية أو المكتسبة هي المسؤولة عن تطور التوجهات الجنسية غير المغايرة.